# جيسي رينيك
جيسي رينيك (بالإنجليزية: Jesse Renick)‏ مواليد 29 سبتمبر 1917 في هيكوري - الوفاة 25 نوفمبر 1999، كان لاعب كرة سلة أمريكي وحمل الرقم 20. بلغ طوله 6 قدم 2 بوصة (1.9 م). مثّل منتخب بلاده. شارك في مسابقة كرة السلة في الألعاب الأولمبية الصيفية.

## الميداليات
| الميدالية | المسابقة                       |
| --------- | ------------------------------ |
| ذهبية     | الألعاب الأولمبية الصيفية 1948 |

## روابط خارجية
- جيسي رينيك على موقع الاتحاد الدولي لكرة السلة (الإنجليزية)
- جيسي رينيك على موقع سبورتس رفرنس (الإنجليزية)
- جيسي رينيك على موقع أوليمبيديا (الإنجليزية)